# Karhunkivi
Karhunkivi är en klippa i Finland.   Den ligger i den ekonomiska regionen  Lahtis ekonomiska region  och landskapet Päijänne-Tavastland, i den södra delen av landet, 90 km norr om huvudstaden Helsingfors. Karhunkivi ligger 117 meter över havet.
Terrängen runt Karhunkivi är platt, och sluttar söderut. Runt Karhunkivi är det glesbefolkat, med 18 invånare per kvadratkilometer. Närmaste större samhälle är Hollola, 17,2 km nordost om Karhunkivi. I omgivningarna runt Karhunkivi växer i huvudsak blandskog.